# Garry Trudeau

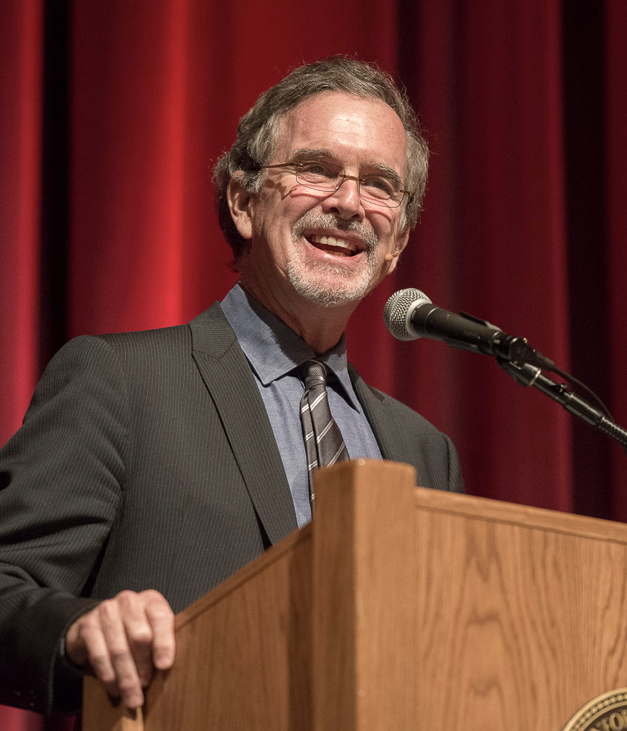
Garry Trudeau (2014)

Garretson Beekman Trudeau (* 21. Juli 1948 in New York) ist ein US-amerikanischer Cartoonist und Comicautor. Bekannt wurde er durch seinen Comicstrip Doonesbury. Mit täglichen Veröffentlichungen in über tausend Tageszeitungen weltweit kommentiert er seit über vier Jahrzehnten die kulturelle und politische Entwicklung seines Landes.
Trudeau besuchte Ende der 1960er-Jahre die Yale University, wo er 1968 seine ersten Strips unter dem Titel Bull Tales veröffentlichte.
Für Amazon Studios entwickelte und schrieb Trudeau 2013 die Serie Alpha House über eine Politiker-WG in Washington.

## Auszeichnungen
- 1975 erhielt Trudeau für die Serie im vorangegangenen Jahr den Pulitzer-Preis für politische Karikatur.
- Der Trickfilm A Doonesbury Special wurde 1978 für einen Oscar nominiert.
- 1993 wurde Trudeau zum Mitglied der American Academy of Arts and Sciences gewählt.
- 2006 wurde Trudeaus Doonesbury als bester Comicstrip mit dem Max-und-Moritz-Preis ausgezeichnet.